# 玉若酢命神社
玉若酢命神社（たまわかすみことじんじゃ/たまわかすのみことじんじゃ）は、島根県隠岐郡隠岐の島町下西にある神社。式内社で、旧社格は県社。古くは「若酢大明神」・「総社明神」とも。

## 祭神
玉若酢命を主祭神とし、大己貴命・須佐之男命・稲田姫命・事代主命・須世理姫命を配祀する。
社伝によると、景行天皇が皇子を各国に分置し、隠岐国に遣わされた大酢別命の御子が玉若酢命であると伝えられている。玉若酢命は、この島の開拓にかかわる神と考えられ、当社の宮司を代々勤める神主家の億岐家が古代の国造を称し、玉若酢命の末裔とされる。ただし景行天皇の皇子に玉若酢命の名は見えず、『国造本紀』には観松彦色止命の裔・十挨彦命が応神天皇の御代に国造へ任命されたと見える。
『日本の神々 -神社と聖地-　7　山陰』によれば、玉若酢命は『記紀』には全く登場しない地方神で、その語義は明らかではないのだと言う。しかし、同書では、島内北西部にある水若酢神社と鎮座地の地理的・歴史的条件が極めて似ていることから、両社祭神に共通する「ワカス」は、この島の開拓に係わる重要な意味を持つ語であったと推測されている。

## 歴史
創建の年代は不詳である。寛文7年（1667年）の成立と言われる『隠州視聴合紀　巻之二』の下西村の条には「（当社の）社司を国造と云ふ。渠（かれ）が言に曰く。天武天皇の勅命ありて之を奉ず。」と記されている。
『日本三代実録』貞観13年（871年）閏8月29日の条に正六位上蕤若酢神の神階を従五位下へ陞叙すると言う記事があるが、『日本の神々 -神社と聖地-　7　山陰』によれば「蕤」は花が垂れたる様、または冠・旗などに付ける垂れ飾りの意なので、これをタマと訓み、蕤若酢神を当社のこととする意見が強いのだという。上記の『日本三代実録』における記事が当社のことであるなら、これが史料における初見となる。
延長5年（927年）の『延喜式神名帳』では周吉郡4座の1つとして小社に列格された。
当社は隠岐諸島島後（どうご）の旧西郷町の西郊、甲尾山麓の甲野原に鎮座するが、甲野原は「国府の原」の転化であり、当地は古代から隠岐国の中心地であった。国府の近くにあった当社は隠岐国総社とされたが、『中世諸国一宮制の基礎的研究』によれば、当社が何時どのような過程を経て隠岐国総社へ転化されたかについては、平安時代末期の中世的国衙体制の成立にともなうであろうと推定される以外、史料が欠けていて明らかではないのだと言う。『神道大系　神社編1　総記（上）』の解題では、同島に鎮座する有木神社に合祀されている総神社が隠岐国総社であったが、いつしか当社と混同したとの説を紹介している。
『吾妻鏡』建久4年（1193年）12月20日の条では、隠岐国地頭として佐々木定綱が任じられているが、『中世諸国一宮制の基礎的研究』によれば、以後、国府地域は佐々木氏の直轄領とされ、強力な国衙在庁による支配が展開されたのだと言う。その後、国府地域は西郷として再編成され、国衙在庁官人の系譜を引くと推定される公文が西郷地域の支配に当たったのだと述べている。
正和元年（1312年）8月の「玉若酢神社棟札写」から、この時の造営は西郷公文が聖教泉坊と語らい、島前を含む多くの人々へ勧請活動を行って実現したものであることがわかるが、『中世諸国一宮制の基礎的研究』では、これが総社が国衙権力機構の行政機関的なあり方から、直接地域社会に基盤を置く独自の宗教施設へ大きく転換する契機となったのではないかと考察されている。
貞治7年（1368年）4月15日の「左衛門尉義親奉書写」では、藤原朝臣義介が「隠岐国惣国造職」に任じられているが、『中世諸国一宮制の基礎的研究』では、「惣国造職」とは惣社国造職のことを指し、総社の宗教的権威向上と再編成を推進するため当社神官を新しく国造と呼ぶこととし、在庁官人と推定される藤原朝臣義介をその任に当てたと考察している。
当社棟札写や『隠岐家古文書抄録』の内容から、応安7年（1374年）以後、当社の造営は絶えず守護もしくは守護代によって行われたことがわかる。この体制は戦国時代末期まで続いた。
弘治3年（1557年）7月4日の「惣社五月五日祭礼立用注文案」の記述から、東郷・飯田・犬来の3地域の公文が連盟で当社へ納めるべき費用の内容と数量を確認し、御霊会がこれら周辺村落の寄進で行われていたことがわかる。これに関し『中世諸国一宮制の基礎的研究』では、当社が守護・戦国大名権力との関係とは別に、直接その周辺地域の村落に基盤を置く宗教施設としての性格を強めてきたことを意味するもので、そうした新しい情勢への対応の故に、近世社会への移行後も引き続き大きな宗教的勢力を保持し得たと推定している。
『隠州視聴合紀』、『隠岐国神名帳』や『隠州神名帳』には「正一位玉若酢大明神」と記され、同じ隠岐の島町の北部の旧五個村郡（こおり）に鎮座する隠岐国一宮水若酢神社の正三位よりも神階が上であった。
これに関し『日本の神々 -神社と聖地-　7　山陰』では、正一位の神階を宗源宣旨もしくは隠岐国造の賢しらによるものであろうと考察している。一方、『中世諸国一宮制の基礎的研究』では、当社の神階が水若酢神社より上であったことから見て、水若酢神社が中世を通じて国鎮守として機能したのかについては疑問の余地があるとし、前述のように当社神主が国造と呼ばれたことから見ても中世隠岐国では実質的に総社が国鎮守である一宮の機能を兼ね、水若酢神社は名目上の一宮に止まった可能性があると述べ、『大日本国一宮記』が由良比女神社を隠岐国一宮とした混乱は、こうしたところに原因があったのではないかと推測している。
『隠州視聴合紀　巻之二』の下西村の条では「北の高原に惣社と號して大社あり。花表・瑞籬・拝殿・本宮美しくして、且つ舊りたり。四方の松杉皆大にして、霊場他に異なり。」と江戸時代初期の当社の様子を伝えている。
明治の近代社格制度により、明治5年（1872年）に県社へ列格された。昭和10年（1935年）4月30日には、社家に伝わる駅鈴2個と隠伎倉印1個が国の重要文化財に指定されている。さらに平成4年（1992年）1月21日に本殿・随神門・旧拝殿・社家億岐家住宅などが国の重要文化財に指定された。

## 施設・遺構など
本殿・随神門・社家億岐家住宅が「玉若酢命神社3棟」として重要文化財に指定され、旧拝殿が附（つけたり）指定となっている。
| 鳥居 |  | 鳥居 国道485号に面して立つ大鳥居。 |

| 随神門          |  | 随神門 嘉永5年（1852年）の建立。入母屋造茅葺。桁行（正面）柱間は3間だが、八脚門形式ではなく、梁間は1間とする。通路の左右に随神像を安置する。平成4年（1992年）1月21日に国の重要文化財に指定された。 |
|                 |  | |
| 本殿            |  | 本殿 は切妻造茅葺、妻入。桁行（本建物の場合は側面）2間、梁間（正面）3間の身舎（もや）の正面に檜皮葺きの片流れの向拝を付ける隠岐造。春日造と異なり、切妻屋根と庇屋根は一体化しておらず構造的に別になっている。寛政5年（1793年）の建立で、平成4年（1992年）1月21日に国の重要文化財に指定されている。 |
|                 |  | |
| 旧 拝殿         |  | 旧 拝殿 画像一番左の建物が旧拝殿。慶応2年（1866年）建立で、平成4年（1992年）1月21日に国の重要文化財「玉若酢命神社3棟」の附（つけたり）として指定された。 |
|                 |  | |
| 社家 億岐家住宅 |  | 社家 億岐家住宅 境内に隣接する隠岐地方の代表的な大型民家。入母屋造茅葺きで享和元年（1801年）の建立である。建物は東を正面とし、内部は北側を土間、南側を3室×2列の床上部とする。神棚をまつる「神前の間」（2畳大）や土間下手の「ミソギベヤ」など類例の少ない設備があり社家としての特徴を持っている等の理由から、平成4年（1992年）1月21日に国の重要文化財に指定された。建物とともに宅地も重要文化財に指定されている。現在も社務所・住居として使用されている。 |

| 八百杉 |  | 八百杉（やおすぎ） 境内にある杉の巨木で、樹齢は1,000年とも2,000年以上ともいわれる。若狭国からきた八百比丘尼が参拝の記念に植え、800年後の再訪を約束したことから八百杉と呼ばれるようになったと伝えられる。『隠岐古記集』には、同様の伝承を持つ杉が3本あったが、1本は天明年間（1781年 - 1788年）に大風で倒れ、もう1本も近年倒れたので現在は1本しか残っていないとの記述がある。また、根元に棲んでいた大蛇が、寝ている間に生きたまま木の中に閉じ込められ、今でも幹に耳をあてると大蛇のいびきが聞こえるとの伝承がある。昭和4年（1929年）12月17日に国の天然記念物に指定された。 |

### その他
- 神社の北西側の丘陵には、玉若酢命神社古墳群がある。

## 祭事
- 御霊会

毎年6月5日に行われる例祭は御霊会（ごれい）と称され、神馬入れや流鏑馬の行事が行われる。祭りの当日、下西、西郷、原田、有木、大久、東郷、飯田、加茂の8地区は、それぞれ禊をさせた馬の鞍に幣を立て、別に神輿も仕立てて道楽（どうがく）を奏しながら当社へ参集する。『日本の神々 -神社と聖地-　7　山陰』によれば、馬に立てられた幣は神籬である。参集した馬は公祭式の後、「馬入れ」と称して青竹で叩き勢いを付けた早駆けで曳き入れられる。「馬入れ」の後、今度は当社から神輿を出して少し離れた御旅所まで神幸を行い、その場所で御田植神事と流鏑馬が行われ祭事は終了する。元禄13年（1700年）の記録によれば、かつては島前・島後の全域から48匹の馬が参集したが、あるとき島前からの神船が難破したため祭りが中絶し、その後再興したが参集する馬は島後からの8匹になったのだと言う。また、太陽暦施行前は5月5日に行う端午の節句の祭りであったため、現在も神饌として粽を供える事が守られている。昭和40年（1965年）5月21日に「玉若酢命神社御霊会風流」として島根県指定の無形民俗文化財となった。

## 文化財

### 重要文化財（国指定）

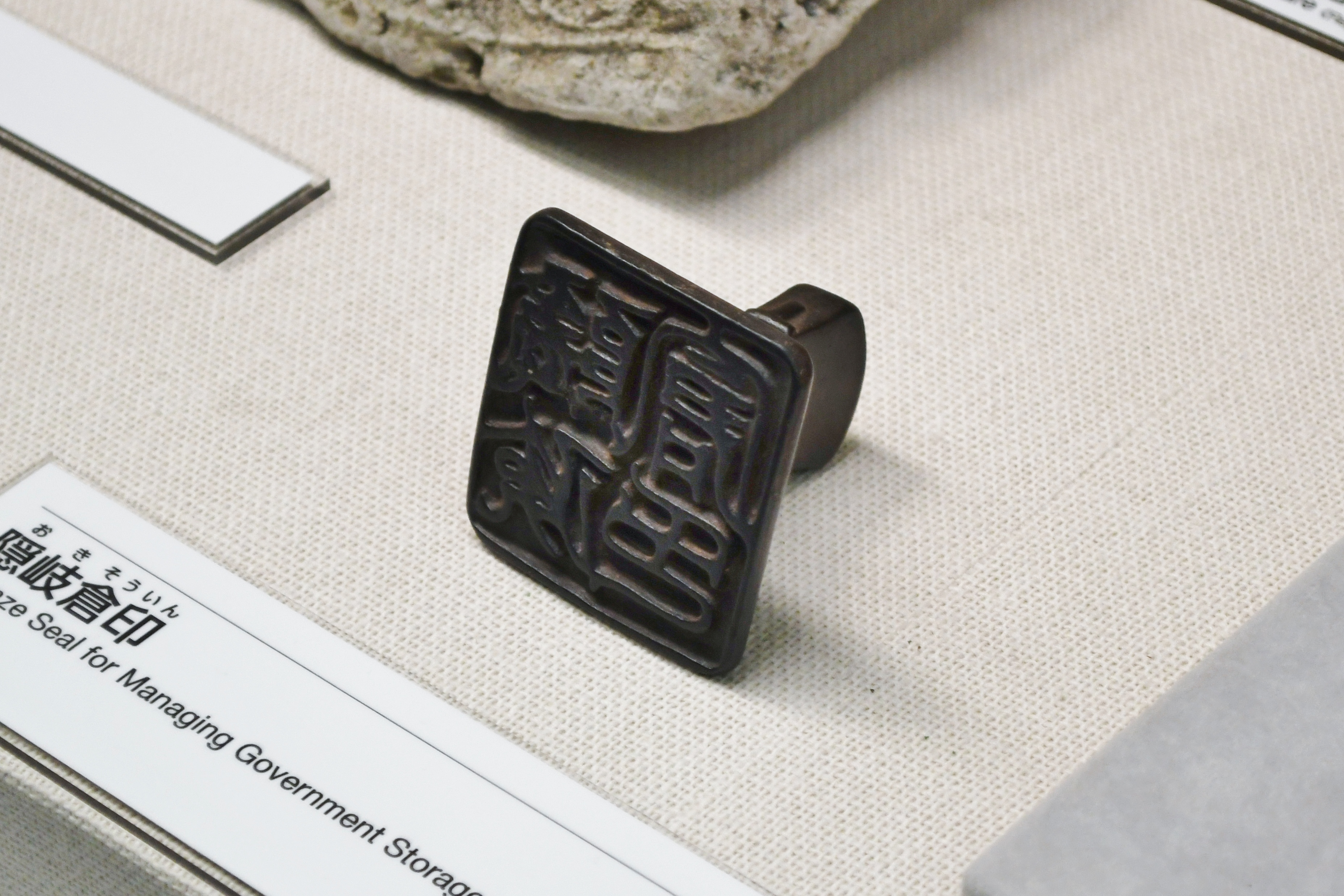
隠伎倉印（複製）国立歴史民俗博物館展示。

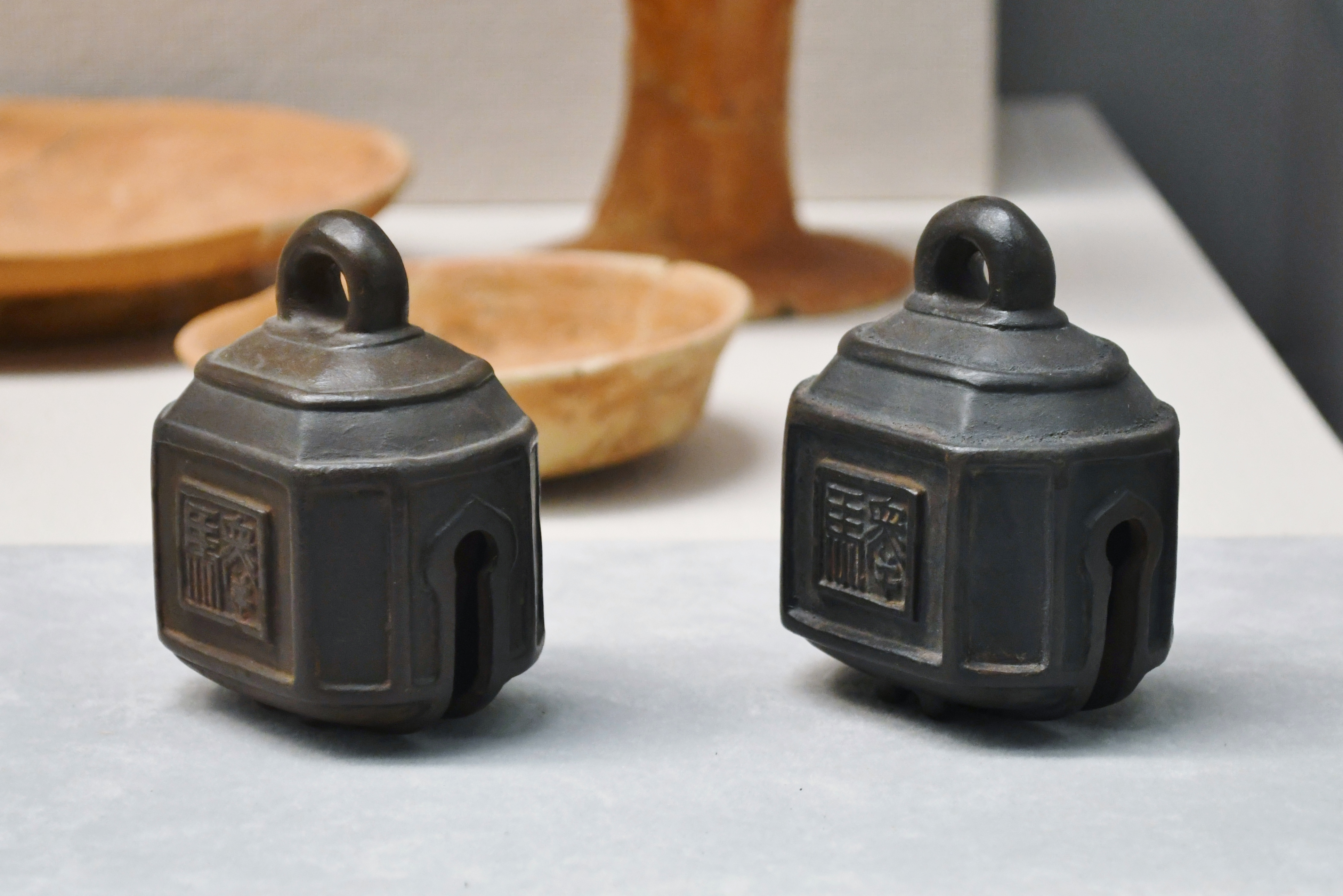
隠岐国駅鈴（複製）国立歴史民俗博物館展示。

- 玉若酢命神社 3棟（建造物） - 1992年（平成4年）1月21日指定。
  - 本殿（附 棟札6枚、普請文書19冊） - 江戸時代後期、寛政5年（1793年）造営。
  - 随神門（附 棟札1枚、普請文書2冊、旧拝殿1棟、普請文書1冊、境内図1鋪） - 江戸時代末期、嘉永5年（1793年）造営。
  - 社家億岐家住宅（附 福神社1基、家相図1鋪） - 江戸時代後期、享和元年（1801年）造営。
- 銅印 印文「隠伎倉印」（考古資料） - 社家億岐家伝世。1935年（昭和10年）4月30日指定。
- 隠岐国駅鈴（考古資料） - 社家億岐家伝世。1935年（昭和10年）4月30日指定。

### 国の天然記念物
- 玉若酢命神社の八百スギ - 1929年（昭和4年）12月17日指定。

### 島根県指定文化財
- 史跡
  - 玉若酢命神社古墳群 - 1972年（昭和47年）7月28日指定。
- 無形民俗文化財
  - 玉若酢命神社御霊会風流 - 1965年（昭和40年）5月21日指定。